# راسيل فريدمان
راسيل فريدمان (بالإنجليزية: Russell Freedman)‏ هو كاتب للأطفال وكاتب أمريكي، ولد في 1929 في سان فرانسيسكو في الولايات المتحدة، وتوفي في 16 مارس 2018 في نيويورك في الولايات المتحدة.